# Кооперация „Освобождение“
Кооперация „Освобождение“ е кооперация за потребителна, книгоиздателска, спестовна и строителна дейност на БКП.

## История
Създадена е през април 1919 година под ръководството на БРП (к.), от видни комунистически дейци, сред които Георги Димитров, Васил Коларов, Христо Кабакчиев и други. 
В периода 1919 – 1923 година развива голяма дейност, като членовете ѝ достигат 70 000, а дяловият капитал – 7 млн. лв. С помощта на кооперацията са издадени 287 книги в 2,56 млн. тираж, предимно теоретическа, марксическа и художествена литература. Строителният ѝ отдел построява Народния дом след опожаряването му. 
Става най-голямата кооперативна организация на Балканите. Участва в събирането на помощи за гладуващото в Поволжието население по време на Гражданската война в Русия. Въз основа на „Закона за защита на държавата“, който забранява организациите, служещи си с революционни методи, и предвижда тежки наказания за привържениците им, БКП, БКМС, ОРСС и Кооперация „Освобождение“ са обявени извън закона от правителството на Александър Цанков и са закрити през април 1924 година.